# Луга (Сенегал)
Луга́ (фр. Louga, волоф Luga) — город на северо-западе Сенегала; административный центр области Луга.

## Географическое положение
Расположен в 203 км к северо-востоку от столицы страны, города Дакар, на высоте 45 м над уровнем моря. Станция на железной дороге Дакар — Куликоро.

## Население
По данным на 2013 год численность населения города составляла 91 539 человек. Основные этнические группы — волоф, фульбе, тукулёр и мавры.
Динамика численности населения города по годам:
| 1988   | 1997   | 2001   | 2002   | 2013   |
| ------ | ------ | ------ | ------ | ------ |
| 52 057 | 59 545 | 86 663 | 73 662 | 91 539 |

## Города-побратимы
- Мийо, Франция (1962)